# Калидонски глиган
Калидонският глиган е едно от многото животни, които срещат смъртта си в Калидонския лов, но убийството му е главната му цел.
Според древногръцката митология, той е роден от Кромионската свиня - свиреп звяр, убит от героя Тезей, син на Егей.
Калидонският глиган опустошава селищата ололо едноимения град и ужасява жителите им, докато накрая е убит от ловджийката Аталанта. Освен с погубването на чудовището, Калидонският лов е известен и като моментът, в който загива Евритион, цар на Фтия, убит неволно от своя зет Пелей, по-късно - негов наследник, както и с изявите на любов от страна на Мелеагър, по отношение на ловджийката Аталанта.
Легендата вероятно има връзка с обстоятелствата, около утвърждаването на култа към Аполон и Афродита в Калидон.

## Калидонският лов

### Участници в лова
1. Анкей
2. Аталанта
3. Кеней
4. Еврипил
5. Евритион
6. Идас
7. Ификъл
8. Лаерт
9. Линцей
10. Мелеагър
11. Мопс
12. Нестор
13. Пелей
14. Пиритой
15. Плексип
16. Теламон
17. Тезей
18. Tоксей

### Гневът на Диана
Ойней, цар на град Калидон в Етолия,  участва в празник на урожая (за честване и осигуряване на добра реколта). Принася благодарствена жертва на всички богове, но не и на Артемида. Тя се засяга от това и решава да го накаже, а заедно с него - и страната му. Там се развихря пратеният от нея великански глиган, съсипвайки и изтребвайки каквото намери.

### Ход на лова
Мелеагър, синът на Ойней, повиква на помощ голям брой ловци, сред които : Кастор и Полидевк (Диоскурите), Адмет, Амфиарай, Тезей, Язон, Йолай, Пиритой, Пелей, Теламон.
Дълго преследват животното и много от тях понасят тежки наранявания от него (Анкей - смъртоносно), но накрая той е улучен със стрела от девицата Аталанта, горска жителка, след което - доубит от Мелеагър с копие. Одират свинята и Мелеагър, на когото поначало се пада трофеят, го отстъпва на младата жена, тъй като решава, че тя го заслужава повече.

### Враждата на Мелеагър
Семейството на Мелеагър се възпротивява на фаворизирането от негова страна на момичето и те се отнасят грубо и пренебрежително с нея. В резултат на това той убива братята на майка си Алтея и синове на Тестий: Токсей, Плексип, Еврипил и Ификъл. За тези убийства Мелеагър е прокълнат от майка си и, според легендата за него, проклятието става причина известно време след това да бъде убит в битка с вражеско племе нападнало селището му.